# 17044 Mubdirahman
17044 Mubdirahman è un asteroide della fascia principale. Scoperto nel 1999, presenta un'orbita caratterizzata da un semiasse maggiore pari a 2,2735940 UA e da un'eccentricità di 0,0648435, inclinata di 7,87832° rispetto all'eclittica.